# Evenings at the Village Gate
Evenings at the Village Gate (auch Evenings at the Village Gate: John Coltrane with Eric Dolphy) ist ein Jazzalbum von John Coltrane mit Eric Dolphy. Die 1961 im New Yorker Jazzclub The Village Gate entstandenen Aufnahmen erschienen am 14. Juli 2023 auf Impulse! Records. Das Album wurde im Sommer vor Coltranes legendären Auftritten im November 1961 im Village Vanguard mit einer ähnlichen Quintettbesetzung aufgenommen: dem kurzlebigen Tandem aus Coltrane und Dolphy zusammen mit dem Schlagzeuger Elvin Jones, dem Pianisten McCoy Tyner und dem Bassisten Reggie Workman.

## Hintergrund

### John Coltrane und Eric Dolphy
1961 war für Coltrane ein produktives und entscheidendes Jahr, meint Nate Chinen. In diesem Frühjahr wurde seine elegante, faszinierende Quartettversion von „My Favourite Things“ aus The Sound of Music sein Durchbruch in der Jazzszene, erschienen auf dem gleichnamigen Album bei Atlantic Records. Doch später in diesem Jahr, als er bei dem neuen Label Impulse! Records unter Vertrag genommen wurde, legte er keinen Wert auf kommerziellen Erfolg. Stattdessen erkundete er neue Sounds und Konfigurationen und testete Ideen oft auf der Bühne. Eine solche Idee war die Hinzufügung Dolphys, einer äußerst originellen Stimme auf verschiedenen Holzblasinstrumenten, und gleichzeitig ein enger persönlicher Freund.
Coltrane und Dolphy hatten sich zum ersten Mal in Los Angeles getroffen, bevor sie Freunde wurden, als letzterer 1959 nach New York zog. Nach vielen Stationen in Coltranes Band wurde Dolphy 1961 im Vorfeld der Village Gate-Residenz [wohl kurz nach dessen Aufnahmen mit Max Roach (Percussion Bitter Sweet) ] gebeten, festes Mitglied zu werden. Die Musik der inzwischen gefeierten Partnerschaft wurde von einigen Kritikern zunächst als „Anti-Jazz“ bezeichnet. Der Down-Beat-Herausgeber Don DeMicheal veröffentlichte diesen Gedankenaustausch in der Aprilausgabe 1962 als Teil eines Artikels mit der Überschrift „John Coltrane und Eric Dolphy antworten den Jazzkritikern“. Regelmäßige Leser des Magazins hätten genau gewusst, was diese Geste provozierte, schrieb Nate Chinen: eine vernichtende Rezension von Coltranes Quintett mit Dolphy, in der sie „einen anarchistischen Kurs in ihrer Musik anprangerten, den man nur als Anti-Jazz bezeichnen kann“.
„1961 verfolgte John hinsichtlich seines harmonischen Ansatzes ein anderes Konzept“, schrieb Reggie Workman in einem Essay in den Liner Notes. „Er gab den Soli mehr Raum und kam in der Art und Weise, wie er seine Melodien konstruierte, von einer anderen Seite … Es war eine Zeit der Entdeckungen für John. Er war immer auf der Suche nach neuen Klängen und die Anwesenheit von Eric in der Gruppe war ein Teil davon. John hatte wirklich großen Respekt vor Eric. Sie waren sich im Konzept sehr ähnlich. Wenn man sich die Aufnahme vom Gate anhört, kann man hören, wie Eric lange Soli spielte und John nach ihm kam und ein viel kürzeres Solo nahm, als er es normalerweise tun würde, und Erics Stimme im Vordergrund stehen ließ.“
„Diese Musik steht am Anfang einer großen Veränderung für Coltrane“, schrieb der Saxophonist Branford Marsalis in einem anderen Essay. „Er fing an, eine neue Richtung einzuschlagen. In Bezug auf die Intensität, die traditionell mit dem klassischen Coltrane-Quartett assoziiert wird, ist dies der Vorläufer.“

### Die Village-Gate-Aufnahmen

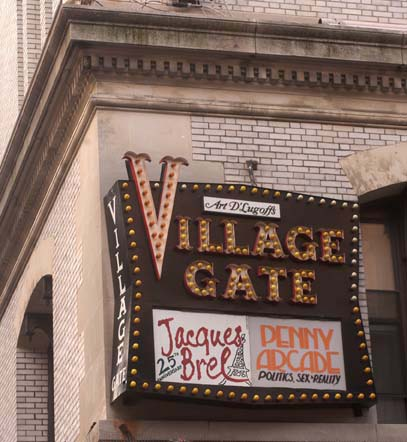
Logo des Village Gate

Das Village Gate war ein großer Kellerraum mit wachsender Reputation im Jahr 1961, in dem Folksänger und Comedy-Acts sowie Künstler wie Nina Simone auftraten. Coltrane arbeitete dort im August 1961 im Rahmen eines Dreierkonzerts zusammen mit Gruppen unter der Leitung von Art Blakey und Horace Silver. Coltrane, der zu diesem Zeitpunkt gerade von Atlantic zu Impulse! gewechselt ist, gastiert vom 8. August bis 3. September 1961 mit wechselnden Besetzungen in diesem Club. Die Besetzung mit Eric Dolphy, McCoy Tyner, Reggie Workman und Elvin Jones, zu denen einmal auch Art Davis als zweiter Bassist dazu stößt, wurde im Rahmen eines Tests des neuen Soundsystems des Clubs aufgenommen. Über 80 Minuten hinweg enthält das Album klassische Coltrane-Nummern, darunter „My Favorite Things“, „Impressions“ und „Greensleeves“ sowie „When Lights Are Low“ und „Africa“.
Das Village Gate verfügte über ein hochmodernes Soundsystem, das von einem ehrgeizigen jungen Ingenieur namens Richard Alderson installiert worden war. Eines Nachts beschloss Alderson, während Coltranes Auftritt das System zu testen, indem er die Band mit einem einzelnen, über der Bühne platzierten RCA-Mikrofon auf Tonband aufnahm. Diese Bänder waren nie für den öffentlichen Gebrauch bestimmt und ohnehin nicht autorisiert, also legte Alderson sie beiseite. Sie fanden schließlich ihren Weg in eine Sammlung der New York Public Library for the Performing Arts, wo sie Anfang der 2020er-Jahre von einem Bob-Dylan-Archivar wiederentdeckt wurden.
Die Veröffentlichung enthält Essays von zwei Personen, die an der Village Gate-Residenz teilgenommen hatten: Reggie Workman und Toningenieur Rich Alderson. Der Musikpublizist Ashley Kahn, Branford Marsalis und Lakecia Benjamin haben ebenfalls zu den Liner Notes beigetragen.

## Titelliste
Bis auf die gekennzeichneten Ausnahmen stammen die Kompositionen von John Coltrane.
Seite A
1. My Favorite Things (Richard Rodgers, Oscar Hammerstein II) – 15:45
Seite B
2. When Lights Are Low (Benny Carter, Spencer Williams) – 15:10
3. Impressions – 10:00
Seite C
4. Greensleeves (Traditional) – 18:15
Seite D
5. Africa – 22:41

## Rezeption
Das Archivmaterial würde einen besonderen Einblick in Dolphys und Coltranes kurze musikalische Partnerschaft bieten, die die Alben Olé Coltrane, Africa/Brass, Coltrane „Live“ at the Village Vanguard und Impressions umfasste, veröffentlicht zwischen 1961 und 1963, schrieb Safi Bugel im Guardian. Es sei auch die einzige Live-Aufnahme der legendären Village Gate-Auftritte der Gruppe und enthält die einzige bekannte Nicht-Studio-Aufnahme von „Africa“ – ausgedehnt auf fast 23 Minuten. [Die Studioaufnahme des Stücks erschien im selben Jahr auf seinem Africa/Brass-Album.]
Die letzten Jahre hätten aufschlussreiche Archivveröffentlichungen beider Saxophonisten [wie Blue World (2019), A Love Supreme: Live in Seattle (2021) bzw. Musical Prophet: The Expanded 1963 New York Studio Sessions (2018)] gebracht, aber Evenings at the Gate sei ein Fenster in die frühe Blütezeit ihrer Zusammenarbeit, als es sich für alle Beteiligten wie eine reine Möglichkeit angefühlt haben muss, schrieb Nate Chinen. Und es lohne sich, sich an einen Teil der Antwort zu erinnern, die Coltrane DeMicheal schließlich in dem Interview im Down Beat gab.
„Ich denke, das Wichtigste, was ein Musiker tun möchte, ist, dem Zuhörer ein Bild von den vielen wunderbaren Dingen zu vermitteln, die er im Universum kennt und spürt“, sagte Coltrane und klang dabei keineswegs defensiv. „Das ist es, was Musik für mich ausmacht – es ist nur eine andere Art zu sagen, dass es sich um ein großes, wunderschönes Universum handelt, in dem wir leben, das uns geschenkt wurde, und hier ist ein Beispiel dafür, wie großartig und allumfassend es ist. Das ist es, was ich gerne tun würde.“ Das sei eines der großartigsten Dinge, die man im Leben tun kann, so Chinen, „und wir alle versuchen es auf irgendeine Weise. Der Musiker tut durch seine Musik.“
Vor ein paar Jahren stellte Ben Ratliff, Autor von „Coltrane: The Story of a Sound“, diese Musik in einem anschaulichen Aufsatz für die Washington Post mit dem Titel „John Coltrane und die Essenz von 1961“ in einen kulturellen Kontext „ambivalenter Möglichkeiten“. Er bemerkte: „Die Musik klingt postheroisch und vorzynisch; interessanterweise frei von Grandiosität; voller Raum für den Hörer, einen Platz darin zu finden und sich eine eigene Meinung zu bilden.“ Nachdem Ratliff im Mai 2023 die Version von „Impressions“ aus Evenings at the Village Gate gehört hatte, ging er näher auf diese Idee ein. „Es ist sehr schwer, es zu benennen oder einzuordnen, aber es ist einfach so wild [und] voller Lebenskraft“, sagte er über die Darbietung. „Die Musiker wissen, wie gut das ist, und sie wissen, wie aufregend es ist – aber darüber hinaus wissen sie nicht wirklich viel, und es wurde noch nichts genannt. Hier gibt es viel Unbekanntes [zu entdecken].“
Nach Ansicht von Chris May (All About Jazz) müsse die Bedeutung des Albums ausdrücklich betont werden, denn im Musikgeschäft gebe es genügend Leute, die für schnelles Geld alles veröffentlichen würden, auf dem Coltranes Name steht, egal in welcher Qualität. Glücklicherweise gehöre Impulse!, Coltranes Label von 1961 bis zu seinem Tod, nicht dazu. Es sei heute schwer, die Kritik des damaligen Jazz-Establishments („Anti-Jazz“) mit dem in Einklang zu bringen, was man auf den Gate- oder [folgenden] Vanguard-Aufnahmen hört, selbst wenn man die Zeit berücksichtigt, so der Autor. Man kann vernünftigerweise davon ausgehen, dass bei den Neinsagern nichtmusikalische Faktoren, vor allem Rasse und Politik, im Spiel waren. Allerdings könne man sich leicht vorstellen, dass jemand, der Coltrane zuletzt „When Lights Are Low“ als Mitglied von Miles Davis’ Quintett spielen hörte (wie auf Davis’ Prestige-Album „Cookin‘“ von 1956), bei seinem Hören von dessen Auftritt mit Dolphy im Village Gate möglicherweise Riechsalz benötigt hätte. Es sei auch daran erinnert, dass Coltranes Africa/Brass (1961) mit Dolphy zum Zeitpunkt der Gate-Aufnahmen noch nicht veröffentlicht worden war. Das bedeutete, dass „Greensleeves“ und, genauer gesagt, das turbulente „Africa“ für viele Zuschauer wahrscheinlich neu waren, ebenso wie Dolphy selbst für einige von ihnen. Und einige Zuhörer waren möglicherweise aufgrund von Coltranes aktuellem Radiohit „My Favourite Things“ in den Club gekommen. Aber die Stimmung im Raum sei spürbar. Wie auch immer, das sei jetzt alles Geschichte. „Evenings at the Village Gate“ dürfte im Jahr 2023 bei den meisten, vielleicht allen, Bewertungen der Coltrane-Kenner fünf Sterne erreichen.
Auch für Stuart Nicholson, der das Album für Jazzwise besprach und ihm vier Sterne gab, ist der Höhepunkt von Evenings at the Village Gate die Live-Version von „Africa“. Hier gäbe es ein Gefühl des Erforschens und Entdeckens, das auf dem d-Moll-Bordun sowohl harmonisch (verwandte Harmonien) als auch linear (in Dolphys Fall mit unerwarteten Intervall-Sprüngen und fragmentierter Lyrik) aufbaue. Kritisch merkt er die Tonqualität an: Sie reiche nicht an die von Impulse drei Monate später mit derselben Gruppe gemachten Aufnahmen von Coltrane heran, die ursprünglich als Live at the Village Vanguard veröffentlicht wurden. Aber sie sei gut genug, um der Entdeckung den Charakter einer Art von Raubprssung zu verleihen. Dolphys Beitrag auf der Bassklarinette bei „When Lights Are Low“ habe etwas von einem Fagott, das eindringlich und unheimlich gespielt werde. Zudem könne man wahrnehmen, dass McCoy Tyner, der zum Zeitpunkt der Aufnahme etwa seit einem Jahr mit Coltrane zusammenspielte, sich „seiner kraftvollen, vereinheitlichenden Rolle zwischen Saxophon und Schlagzeuger durchaus bewusst“ wäre und (endlich) wissen würde, dass er mit der Lautstärke von Elvin Jones konkurrieren müsse, um gehört zu werden, und dennoch eine eigene Kohärenz und Identität bewahrte. Seine Soli auf "Impressions" und "My Favorite Things" würden unterstreichen, das er ein wichtiger Bestandteil von Coltranes Combo geworden war.
Der Autor Ashley Kahn erhielt für seinen Beitrag zu den Liner Notes des Albums eine Nominierung für die Grammy Awards 2024 in der Kategorie "Best Album Notes".